# Salinenkonvention
Die Salinenkonvention (vollständiger Name: Konvention zwischen Bayern und Österreich über die beiderseitigen Salinenverhältnisse vom 18. März 1829) ist ein Staatsvertrag zwischen Bayern und Österreich zur Regelung von zwischenstaatlichen Fragen der Salzgewinnung. Diese betreffen den Salzabbau vom österreichischen Dürrnberg aus bis auf bayerisches Staatsgebiet und die Holzgewinnung für die bayerische Saline Bad Reichenhall im österreichischen Pinzgau (Saalforste). 
Die Konvention wird als der älteste noch gültige Staatsvertrag Europas bezeichnet, 1957 wurde er novelliert. 

## Inhalt
Bayern erwarb das unwiderrufliche Recht, im österreichischen Pinzgau Holz zur Beheizung der Reichenhaller Sudhäuser zu schlagen. Diese Wälder werden als Saalforste bezeichnet. 
Im Gegenzug schürfen Halleiner Knappen am Dürrnberg tief unter der Grenze hindurch auf bayerischem Gebiet nach Salz, eine Regelung, die seither alle Wirren überstanden hat. 
Neben diesen beiden wichtigen Abmachungen wurden in der Salinenkonvention noch weitere Regelungen auch rechtlicher Art getroffen; so wurde beispielsweise festgelegt, wie vorzugehen ist, wenn ein Österreicher im bayerischen Forst einen Landsmann erschlägt oder welche Bewohner von Bauernhöfen im bayerischen Gebiet in den österreichischen Gruben garantiertes Arbeitsrecht erhalten.

## Geschichte
Was 600 Jahre zuvor der Wittelsbacher Ludwig der Kelheimer mit dem Salzburger Erzbischof Eberhard II. von Regensburg vereinbart hatte, wurde 1829 in einen schriftlichen Vertrag gefasst: die Salinenhauptkonvention (vollständiger Name: Konvention zwischen Bayern und Österreich über die beiderseitigen Salinenverhältnisse vom 18. März 1829) Die Konvention wurde von Wilhelm Nerl und Hellmut Schöner als der älteste noch gültige Staatsvertrag Europas bezeichnet, 1957 fand eine Novelle statt.
Obwohl der aktive Salzbergbau am Dürrnberg mit vom Salzburger Land nach Bayern reichenden Gruben bereits in den 1980er Jahren stillgelegt wurde und Bad Reichenhall kein Holz mehr benötigt, um aus der Sole Salz zu gewinnen, bleibt der durch das Abkommen zwischen dem Freistaat Bayern und der Republik Österreich über die Anwendung der Salinenkonvention vom 25. März 1957 neu gefasste Vertrag bis zum heutigen Tag weiter gültig. Noch heute bewirtschaften bayerische Förster 11.158 Hektar Wald in dem Gebiet zwischen Leogang und Unken, die offiziell als Saalforste bezeichnet werden. Auch bei der Genehmigung von Skiliftanlagen oder Steinbrüchen redet Bayern als Grundeigentümer ein gewichtiges Wort mit.